# Йоанн Вахтер
Йоанн Вахтер (фр. Yoann Wachter; нар. 7 квітня 1992, Курбевуа, Франція) — габонський футболіст, захисник національної збірної Габону та французького клубу «Седан».

## Клубна кар'єра
У дорослому футболі дебютував 2014 року виступами за команду клубу «Лор'ян».
У сезонах 2015–2016 та 2016–2017 на правах оренди виступав за клуб «Седан», після чого «Седан» викупив гравця.

## Виступи за збірну
2016 року дебютував в офіційних матчах у складі національної збірної Габону. Наразі провів у формі головної команди країни 1 матч.
У складі збірної був учасником Кубка африканських націй 2017 року у Габоні.
| Дата       | Місто         | Господарі | Результат | Гості             | Турнір           | Голи | Примітки |
| ---------- | ------------- | --------- | --------- | ----------------- | ---------------- | ---- | -------- |
| 15-11-2016 | Туніс (місто) | Габон     | 1 – 1     | Коморські Острови | товариський матч | -    |          |
| Усього     |               | Матчів    | 1         |                   | Голів            | 0    |          |